# Glaniopsis multiradiata
Glaniopsis multiradiata är en fiskart som beskrevs av Roberts 1982. Glaniopsis multiradiata ingår i släktet Glaniopsis och familjen grönlingsfiskar. Inga underarter finns listade i Catalogue of Life.